# American Recordings
American Recordings (dříve Def American Recordings) je americké hudební vydavatelství producenta Ricka Rubina. Spolupracovalo s interprety jako Slayer, ZZ Top, Johnny Cash či System of a Down.

## Historie
Vydavatelství Def American Recordings založil Rick Rubin v roce 1988 poté, co opustil Def Jam Recordings. Jako jedni z prvních s ním uzavřeli smlouvu členové thrashmetalové skupiny Slayer, kteří k Rubinovi přešli právě z Def Jam. Následovali další metaloví interpreti Danzig, The Four Horsemen, Masters of Reality a Wolfsbane; dále indierockoví The Jesus and Mary Chain a kontroverzní stand-up komik Andrew Dice Clay. První větší komerční úspěch přišel s Shake Your Money Maker, debutovým albem skupiny The Black Crowes. Dále se dařilo Slayer a Danzig; Slayer vydali i několik desek, které byly oceněny zlatem.
V roce 1993 Rubin společnost přejmenoval z Def American Recordings na American Recordings.